# Willoughby, Warwickshire
Willoughby är en ort och civil parish i Storbritannien.   Den ligger i grevskapet Warwickshire och riksdelen England, i den södra delen av landet, 120 km nordväst om huvudstaden London. Willoughby ligger 90 meter över havet och antalet invånare är 398.
Terrängen runt Willoughby är platt. Runt Willoughby är det ganska tätbefolkat, med 116 invånare per kvadratkilometer. Närmaste större samhälle är Rugby, 8,0 km norr om Willoughby. Trakten runt Willoughby består till största delen av jordbruksmark.